# Naashoibitosaurus
Naashoibitosaurus ostromi
Genre
Espèce
Naashoibitosaurus est un genre éteint de « dinosaures à bec de canards » herbivores du sous-ordre des ornithopodes et de la famille des Hadrosauridae. Ses fossiles ont été retrouvés dans la formation de Kirtland du bassin de San Juan, dans l'État américain du Nouveau-Mexique. Ils datent du Crétacé supérieur (Campanien), soit il y a environ entre 83,6 à 72,2 millions d'années.
Une seule espèce est connue : Naashoibitosaurus ostromi, décrite par Adrian P. Hunt et Spencer G. Lucas en 1993.

## Étymologie
Le nom Naashoibitosaurus vient du Navajo naashoibito, « ruisseau » et du grec ancien saurus, « lézard » pour donner « lézard du ruisseau ». Il a été choisi par Adrian P. Hunt et Spencer G. Lucas, en 1993,.

## Description
Seul un squelette partiel a été trouvé à ce jour. Son crâne a été décrit par Jack Horner pour la première fois en 1992 comme celui d'un spécimen immature du genre  Kritosaurus; il reste  étroitement apparenté à Kritosaurus depuis. Parallèlement, Hunt et Lucas décrivaient séparément son squelette post-crânien comme appartenant à Edmontosaurus saskatchewanensis. Lorsqu'il a été reconnu que les deux éléments provenaient du même spécimen, Hunt et Lucas ont révisé la détermination de l'animal. Le crâne n’était pas en accord avec un corps d'edmontosaure et ils considéraient à l'époque que Kritosaurus était un genre douteux (nomen dubium) et donc non utilisable ; c'est ainsi qu'ils ont érigé le genre Naashoibitosaurus pour ce spécimen.
Des études postérieures ont successivement attribué Naashoibitosaurus au genre Kristosaurus ou séparés les deux.
En 2014, A. Prieto-Márquez valide le nom binominal Naashoibitosaurus ostromi ainsi que les deux espèces de Kritosaurus, K. navajovius et K. horneri. On retrouve ces deux genres proches dans la grande synthèse phylogénétique des hadrosauridés de 2016, réalisée par A. Prieto-Márquez et ses collègues, comme le montre leur cladogramme plus bas.
La longueur totale de Naashoibitosaurus est évaluée par Thomas Holtz en 2011 à 9 mètres, pour une masse de l'ordre de 2,5 tonnes.

## Paléobiologie
Comme les autres hadrosauridés, Naashoibitosaurus aurait été un grand bipède/quadrupède herbivore, s'alimentant de plantes à l'aide de mâchoires qui lui auraient permis d'adopter un mouvement de broiement similaire à la mastication. Ses dents étaient constamment remplacées et conservées dans les batteries dentaires qui contenaient des centaines de dents, seulement une poignée d'entre elles étaient utilisées en même temps. Les plantes devaient être coupées par son large bec et maintenues dans la mâchoire par un organe semblable à une joue. Il pouvait s'alimenter de plantes situées jusqu'à 4 mètres de hauteur.

## Classification
Depuis sa découverte, Naashoibitosaurus a été sujet de beaucoup de discussions pour savoir s'il s'agissait bien d'un genre nouveau d'hadrosauridés afin qu'il mérite son propre nom. Il est rattaché à la tribu des Kritosaurini en compagnie des genres nord-américains Kritosaurus et Gryposaurus et des sud-américains Secernosaurus et Willinakaqe,. Le cladogramme suivant est celui de Prieto-Márquez et ses collègues en 2016 :
- - Telmatosaurus
  - 
    - 
      - Jintasaurus
      - Lophorhothon

    - 
      - Claosaurus
      - 
        - Tethyshadros
        - Hadrosauridae
          - Hadrosaurus
          - Saurolophidae
            - Lambeosaurinae
            - Saurolophinae
              - 
                - Acristavus
                - Maiasaura
                - Brachylophosaurus

              - 
                - 
                  - Naashoibitosaurus
                  - 
                    - Kritosaurus
                    - 
                      - Gryposaurus
                      - 
                        - Big Bend UTEP 37.7
                        - 
                          - Willinakaqe
                          - Secernosaurus

                - 
                  - "Sabinosaure" PASAC-1
                  - 
                    - 
                      - Prosaurolophus
                      - 
                        - Augustynolophus
                        - Saurolophus

                    - 
                      - Kerberosaurus
                      - 
                        - Kundurosaurus
                        - 
                          - Shantungosaurus
                          - Edmontosaurus